# Senecio vulgaris

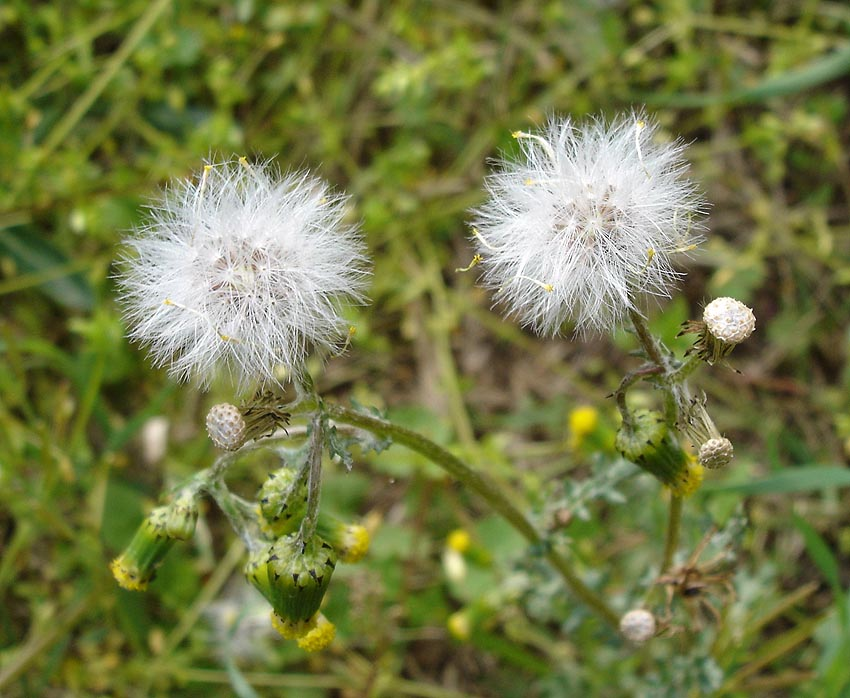
Capítulos en flor, en fructificación y post fructificación.

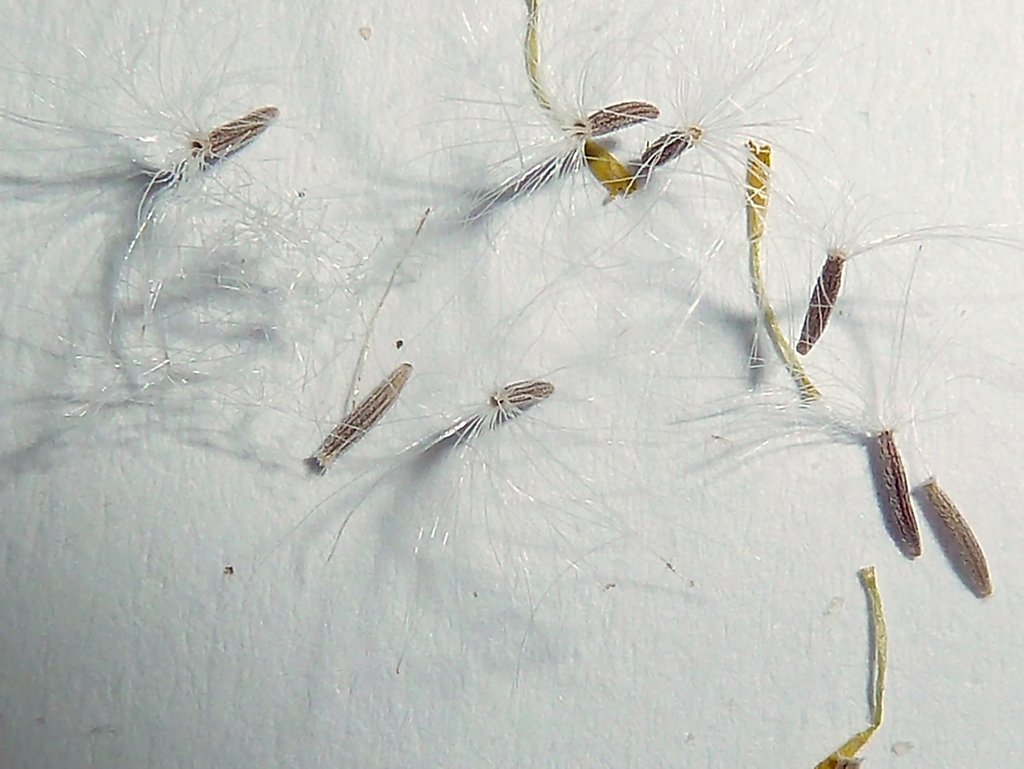
Cipselas sueltas.

Senecio vulgaris, llamado comúnmente senecio común, flor amarilla, hierba cana, cineraria o yuyito es una planta anual de distribución cosmopolita de la familia Asteraceae.

## Descripción
Son plantas perennes anuales aracnoideas con tallos erectos de hasta 52 cm de altura. Sus hojas son bipinnatífidas, sólo las basales pecioladas. Flores en capítulos agrupados en corimbos. Los capítulos son bien radiales heterógamos con flores hemiliguladas en la zona externa y flosculosas en el interior o bien discoideos con flores flosculosas. Los frutos son aquenios ovoides de 2,3 a 3 mm con vilanos de 5,5 a 6,5 mm. La floración y la fructificación tiene lugar de febrero a mayo.

## Propiedades
Esta planta ha sido utilizada en medicina tradicional por su acción emenagoga (que acelera la menstruación y calma los dolores que la preceden) gracias al alcaloide senecionina. Sin embargo su uso puede ocasionar cirrosis.

## Ecología
El senecio es alimento de varias especies de Lepidoptera incluyendo a Ochropleura plecta.

## Taxonomía
Senecio vulgaris fue descrita por Carlos Linneo y publicado en Species Plantarum 2: 867. 1753.
Citología
Número de cromosomas de Senecio vulgaris (Fam. Compositae) y táxones infraespecíficos: 2n=40
Etimología
Ver: Senecio
vulgaris: epíteto latíno que significa "vulgar, común".
Sinonimia
- Senecio dunensis Dumort.
- Senecio radiatus W.D.J.Koch
- Senecio vulgaris subvar. vulgaris
- Senecio vulgaris var. vulgaris
- Erigeron senecio Sch.Bip. ex Webb & Berthel.
- Senecio vulgari-humilis Batt. & Trab.[6][7]
- Senecio jacobaea L.
- Senecio nemorosus Jord.
- Senecio foliosus Salzm. ex DC.
- Senecio flosculosus Jord.
- Senecio jacobaea subsp. jacobaea
- Senecio jacobaeoides Willk.
- Senecio praealtus subsp. foliosus (DC.) Cout.[8]

## Nombres comunes
- En castellano, el más común es hierba cana. Otras denominaciones son amargaza amarilla, azuzón, buen varón, cachapete, cachapetes, cachapetina, cardo santo, cineraria, hierba blanca, hierbacana, hierba cana, hierba conejera, hierba de las quemaduras, hierba del gusano, hierba de los canarios, hoja del gusano, lechocino, morga, pamplina, pamplinas, pan de pájaro, panoyo, piapájaros, senecio, susón real, suzón, toribo, yerba cana, yuyito, zuzón.[6]